# جو هک
جو هک (به انگلیسی: Joe Heck) نمایندهٔ حوزه انتخابیه سوم نوادا از حزب جمهوری‌خواه ایالات متحده آمریکا در مجلس نمایندگان ایالات متحده آمریکا است که برای نخستین‌بار در ۳۴ ژانویه ۲۰۱۱ میلادی به‌عضویت این مجلس درآمد.